# فرانز گردون
فرانز گردون (انگلیسی: Franz Wegner؛ زاده ۱۵ ژوئن ۱۹۴۰) یک دانشمند اهل آلمان است.
وی همچنین برنده جوایزی همچون مدال ماکس پلانک شده‌است.